# Giácomo Di Giorgi
Giácomo Andrés Di Giorgi Zerillo, plus couramment appelé Giácomo Di Giorgi, né le 24 février 1981 à Acarigua au Venezuela, est un footballeur international vénézuélien. 

## Biographie

### Équipe nationale
Giácomo Di Giorgi est convoqué pour la première fois en sélection en 2002.
Il dispute une Copa América en 2011, et joue 7 matchs comptant pour les éliminatoires de la coupe du monde, lors des éditions 2010 et 2014.
Au total il compte 35 sélections en équipe du Venezuela entre 2002 et 2012.

## Palmarès
- Vainqueur de la Copa Venezuela en 2008 et 2012 avec le Deportivo Anzoátegui